# Vilar (Boticas)
Vilar ist ein Ort und eine ehemalige Gemeinde (Freguesia) im portugiesischen Kreis Boticas. Die Gemeinde hatte 194 Einwohner (Stand 30. Juni 2011).
Am 29. September 2013 wurden die Gemeinden Vilar und São Salvador de Viveiro zur neuen Gemeinde Vilar e Viveiro zusammengeschlossen.